# Japalura tricarinata
Japalura tricarinata là một loài thằn lằn trong họ Agamidae. Loài này được Blyth mô tả khoa học đầu tiên năm 1853.